# Hermann von Höxter
Hermann von Höxter (Westheim, circa 1370 – 20 aprile 1396) è stato un docente tedesco della facoltà di medicina all'Università di Heidelberg.
Fu il primo regens doctor di medicina di Heidelberg, università fondata proprio nel 1386. I registri delle matricole lo definiscono doctor in medicinis et artibus. Intorno al 1393 divenne professore della facoltà. Nel 1394, il rettore e un gruppo di professori, tra cui Hermann, convinsero il consiglio comunale di Heidelberg a garantire alcune franchigie all'università, tra cui quella sull'importazione del vino, che veniva accordati dai privilegi concessi all'istituzione. Morì nel 1396 per cause sconosciute.